# Museo archeologico di Argo
Il museo archeologico di Argo (in greco Αρχαιολογικό Μουσείο Άργους?) è un museo sito ad Argo, in Grecia. La storia del museo iniziò nell'aprile 1932, quando gli eredi di J. Kallergis donarono l'edificio al consiglio comunale di Argo. A loro volta lo diedero allo stato greco insieme alla zona circostante il 25 ottobre 1955.
Il museo si compone di due sezioni; il museo Kallergeio inaugurato nel 1957 e la nuova sezione del 1961. La scuola archeologica francese, che ha anche supervisionato la costruzione della nuova sezione, è responsabile di molti degli oggetti esposti nel museo che sono stati rinvenuti ad Argo e nella prefettura e risalgono al periodo medio-elladico (circa 2000 a.C.) fino alla tarda antichità (600 d.C.). La maggior parte dei reperti è stata scoperta nell'antica agorà, nell'area dell'antico teatro romano e anche nella tomba micenea di Deras. La Scuola americana di studi classici era anche responsabile di alcuni scavi rappresentati nella collezione, in particolare quelli di Lerna.

## Collezione
Gli oggetti di nota nel Museo Archeologico di Argo includono un vaso di epoca sub-micenea in stile minoico, una pentola rossastra (460-450 a.C.) che rappresenta la lotta di Teseo e il Minotauro, alla presenza di Arianna, un compasso della prima epoca geometrica, che è decorata con meandri e linee parallele, e un pavimento a mosaico scavato da una casa del V secolo, in cui i simboli rappresentano i dodici mesi.
Il museo contiene molti importanti crateri (vasi con manici), tra cui uno post-Geometrico con due impugnature orizzontali e due verticali decorati con una metopa raffigurante danzatrici e uccelli acquatici, il frammento di un cratere del VII secolo a.C. raffigurante Ulisse e il suo compagno che accecano il Ciclope Polifemo e un cratere da un atelier Argivo, decorato con metope di gioielli geometrici, cavalli e uccelli acquatici.
Il museo ha anche molte sculture, tra cui la romana Heracle, che è una copia del prototipo di Lisippo per il mercato di Sicione. Al piano inferiore del museo la "Sala Lerna" è dedicata alle scoperte archeologiche di Lerna. Di particolare interesse è una figurina di argilla in miniatura di una donna o dea, che è una delle più antiche rappresentazioni scultoree del corpo umano trovato in Europa fino ad oggi. Il museo contiene anche modelli di melograno in terracotta post-geometrica, che evocavano la presenza di Era e indicavano ricchezza e prosperità. C'è anche una corazza di bronzo e un elmo di una tomba, risalente alla fine del VIII secolo a.C.

## Esterno
Nel cortile del museo si trovano alcuni notevoli mosaici romani raffiguranti Dioniso e le stagioni. Durante i mesi invernali le figure nei mosaici sono avvolte in mantelli e tuniche spessi ma durante l'estate si vestono con abiti leggeri.

## Galleria d'immagini

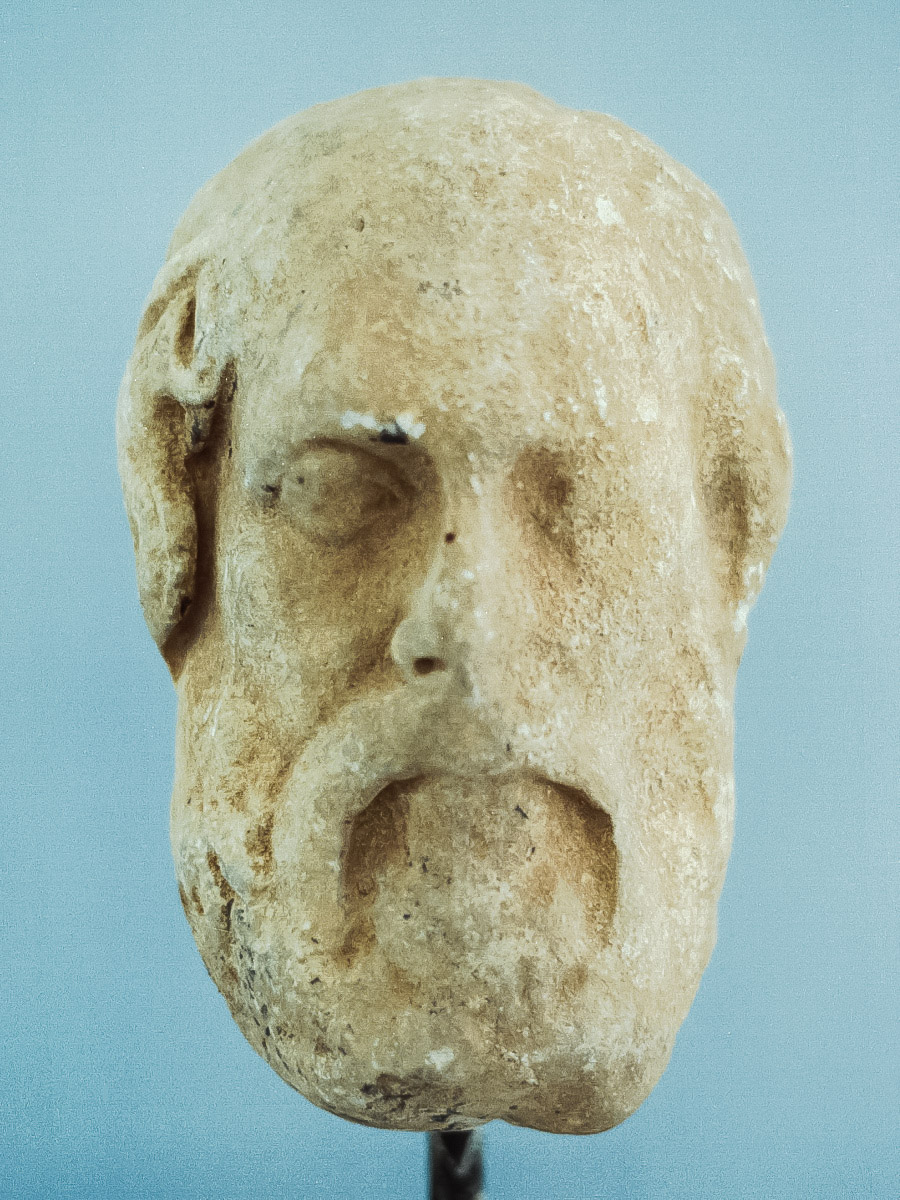
Testa di Sofocle
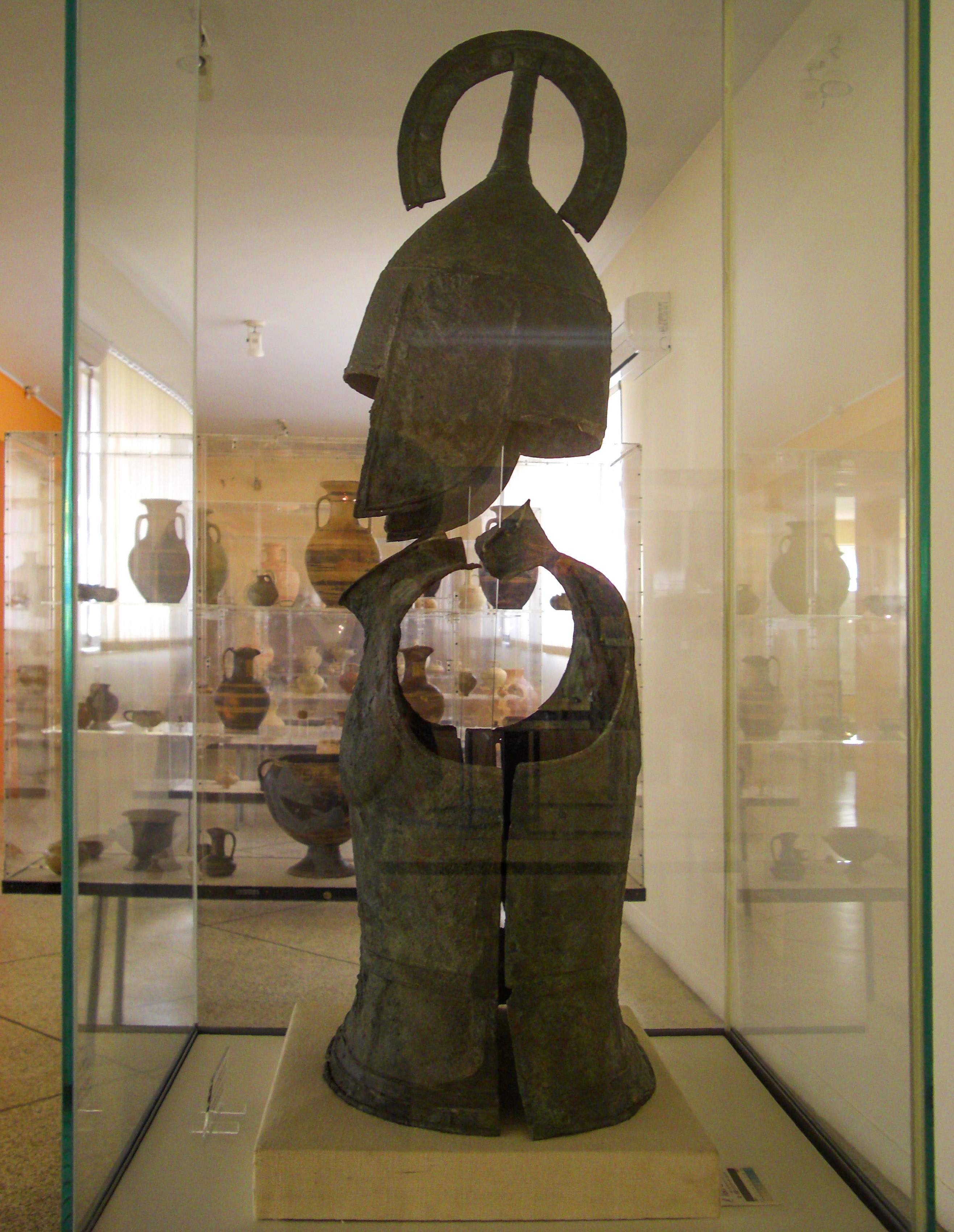
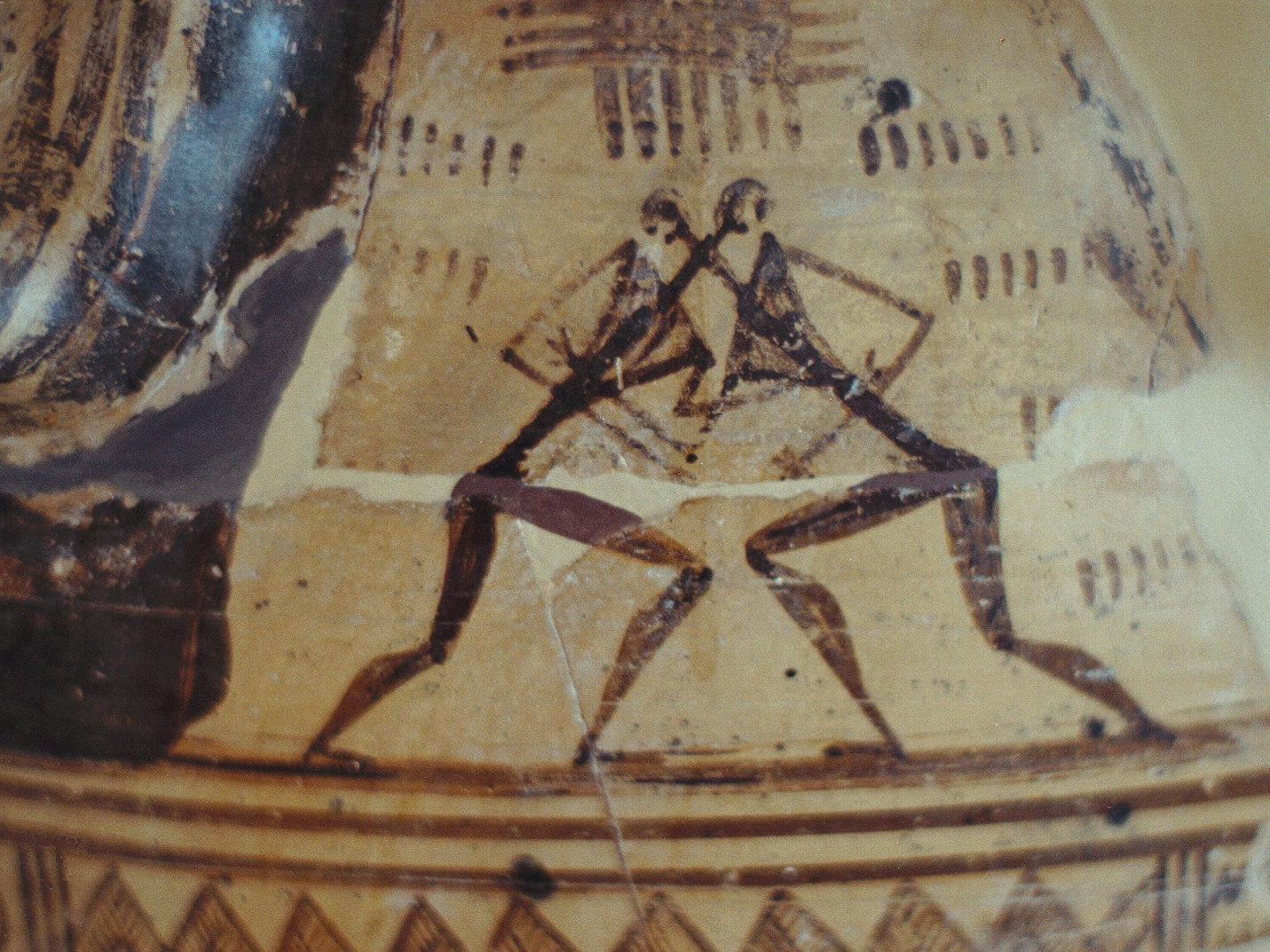
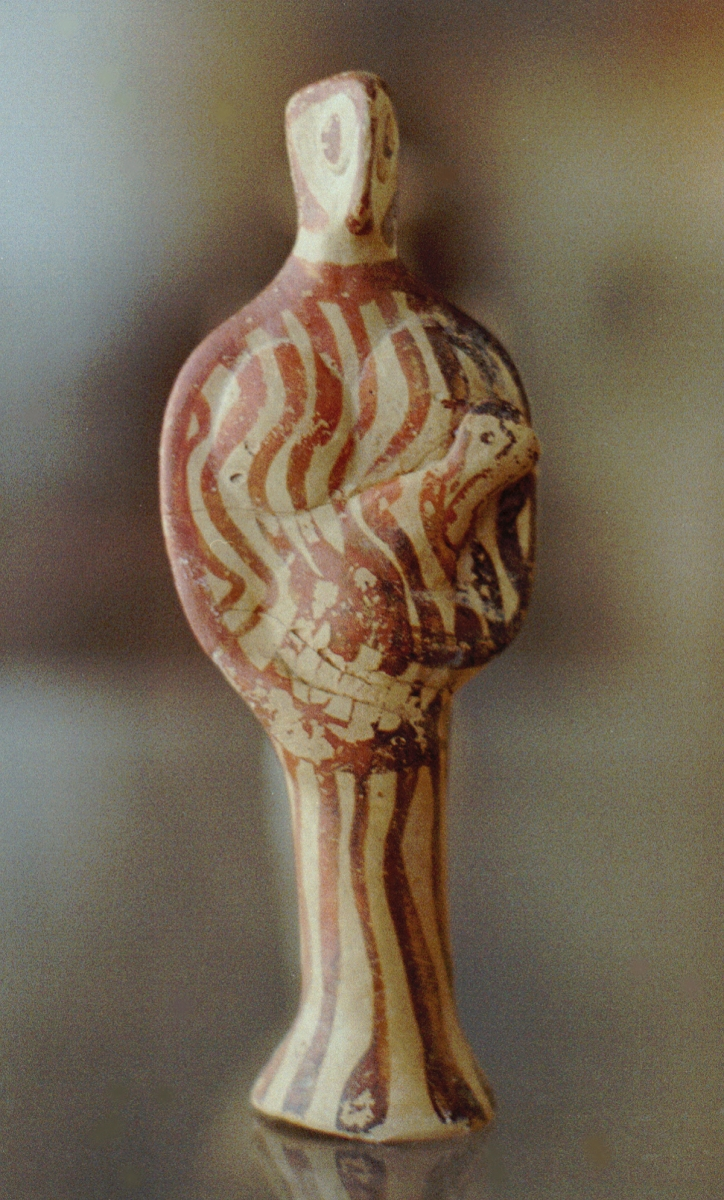
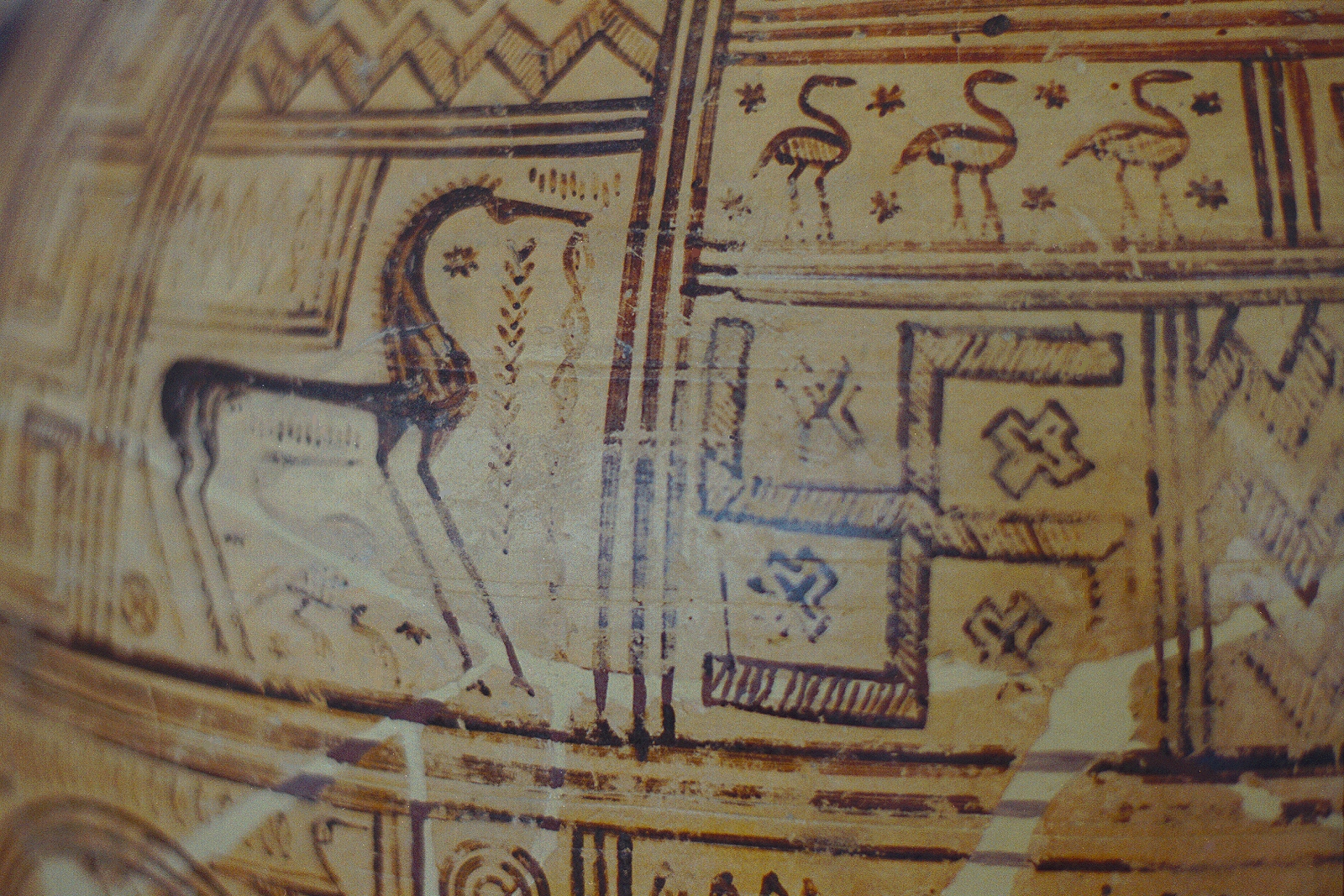